# Ösbyholm
Ösbyholm är en gård och en bebyggelse sydost om Norrtälje vid västra stranden av Holmsjön i Frötuna socken i Norrtälje kommun. Från 2015 avgränsar SCB här en småort.